# مسجد حاجی صفرعلی

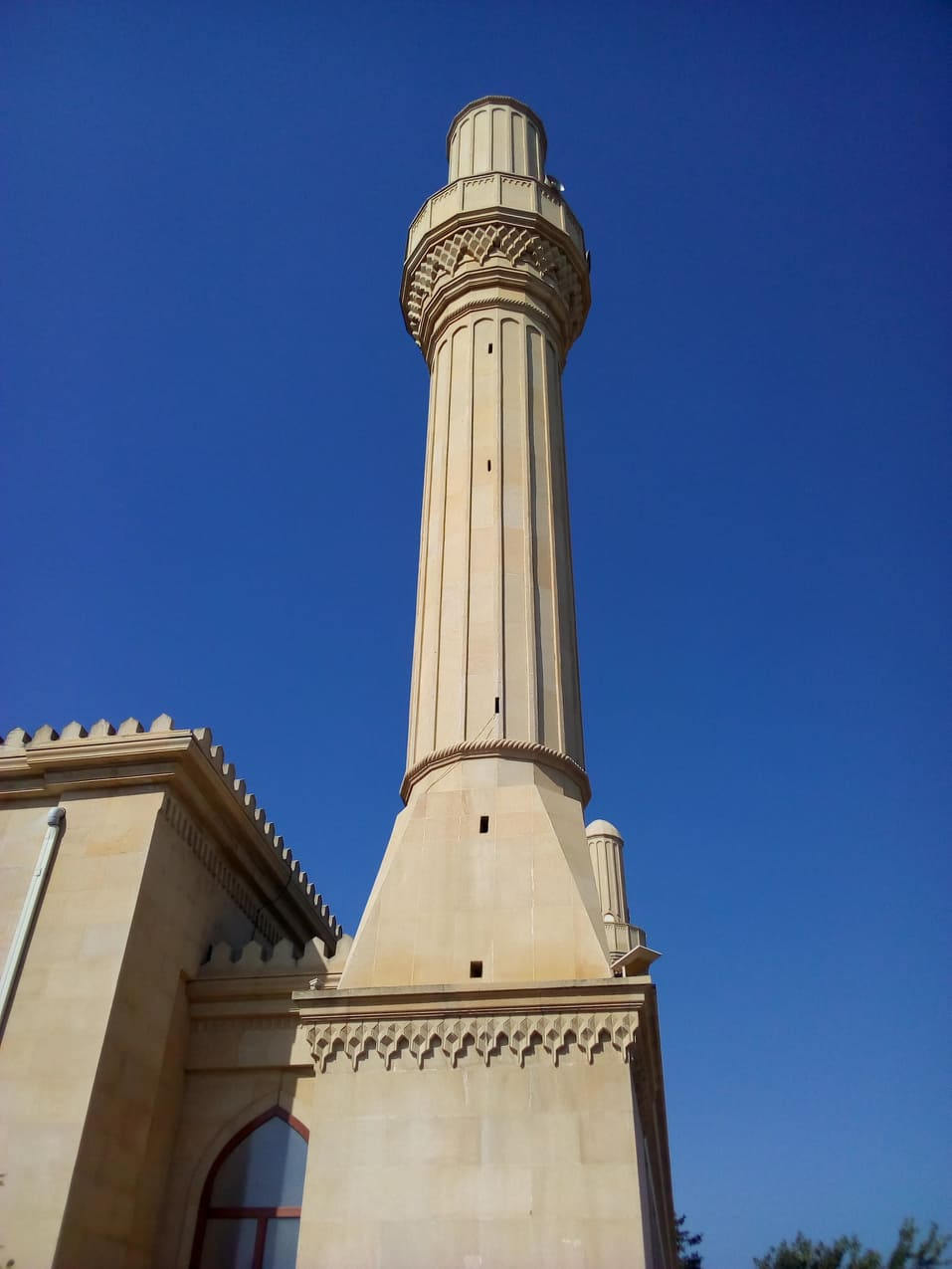

مسجد حاجی صفرعلی (به ترکی آذربایجانی: "Hacı Səfəralı" məscidi) مسجدی است واقع در حومهٔ «آب‌شوران» شهر باکو، پایتخت جمهوری آذربایجان.

## تاریخ
مسجد توسط اوستا «آقامحمد قلی» در سال ۱۸۶۵ ساخته شده‌است. در آغاز، مسجد فقط شامل یک تکیه بود که بعداً حاج صفرعلی از ساکنان این روستا قلمروی مسجد را در سال ۱۹۰۴ رواج داده و مسجدی بزرگ در آنجا احداث نمود. مدرسه‌ای یک‌طبقه نیز از سمت غرب به مسجد متصل است.
مسجد حاجی صفرعلی در نتیجه مبارزه شوروی سابق با ادیان در سال‌های ۳۰ قرن ۲۰ تعطیل شد.
به‌رغم سرکوب‌های شوروی، سکنه ده «نوخانی» در مقابل تخریب مسجد ایستادگی نموده و تبدیل آن به انبار گندم به جای تخریب دست یافتند.
پس از ۶۰ سال در سال ۱۹۸۸، مسجد از سوی ساکنین روستا تحت بازسازی و مرمت واقع شده و به بهره‌برداری رسید. پس از کسب استقلال آذربایجان، بازسازی‌های کامل بر اساس سبک معماری «آبشوران» از سوی دولت در مسجد انجام شده و آن به تمام تجهیزات مورد نیاز دین داران مجهز گردید. این بازسازی‌ها در سال ۲۰۰۷ به اتمام رسید.
مسجد حاجی صفرعلی از لحاظ شیوهٔ معماری یکی از زیباترین و جشم نوازترین آثار مذهبی در آبشوران به حساب می‌آید. جامعه مذهبی فعال در مسجد به ثبت دولت آذربایجان رسیده‌است.